# Dan Anca
Dan Anca (n. 7 ianuarie 1947, Turda, Cluj, România – d. 20 octombrie 2005, Turda, Cluj, România) a fost un renumit fotbalist și antrenor român, remarcat în România pentru activitatea sa la Universitatea Cluj pentru care a îmbrăcat de 318 ori tricoul alb-negru în prima ligă. 
A fost printre puținii sportivi care, în cariera lor, au evoluat la o singură echipă timp de peste un deceniu. În această perioadă a fost și component al echipei naționale, cu care a participat la Campionatul Mondial din Mexic 1970 și a jucat în meciul dintre Anglia și România de pe Wembley în 15 ianuarie 1969, încheiat cu scorul de 1-1. Ca antrenor a activat doar la Universitatea Cluj, unde a ocupat și funcția de vicepreședinte.
În cinstea marelui fotbalist, suporterii Universității Cluj au organizat o cupă a suporterilor numită "Cupa Dan Anca". Prima ediție a avut loc în vara anului 2008 fiind un adevărat succes organizatoric, la această competiție înscriindu-se 31 de echipe însumând peste 350 de jucători. Toate meciurile s-au jucat pe Stadionul Ion Moina. Se dorește ca acest eveniment să aibă loc anual sau chiar de două ori pe an, asta dacă va fi posibilă organizarea competiției și pe timp de iarnă în Sala Sporturilor Horia Demian din Cluj Napoca.

## Legături externe
- Materiale media legate de Dan Anca la Wikimedia Commons
- Dan Anca la romaniansoccer.ro
- Dan Anca la labtof.ro Arhivat în 19 ianuarie 2017, la Wayback Machine.